# Sumerian Cry
Sumerian Cry är det svenska metalbandet Tiamats debutalbum, utgivet den 7 juni 1990. Albumet spelades in 1989 i Sunlight Studios, Stockholm, medan bandet var känt under sitt ursprungliga namn Treblinka.
Det första spåret på albumet, "Sumerian Cry, Pt 1", är en omtolkning av intromelodin "Crawling in Vomit" från Treblinkas första demo. Spåret "The Sign of the Pentagram" är endast med på cd-utgåvan av albumet, och spelades inte in samtidigt som resten av skivan. Det spåret var ursprungligen menat att hamna på en samlingsskiva, men då den aldrig släpptes hamnade den istället som bonusspår på Sumerian Cry.
Albumet har återutgetts två gånger: 1999 av Deadline och 2005 av Blackend. Ingen av versionerna har originalomslagsbilden eller texter medföljande. Förutom det har Deadlines utgåva fel i låtlistan på baksidan av omslaget: där står att spår 9 är "Where Serpents Ever Dwell", spår 10 "Outro – Sumerian Cry" och spår 11 "The Sign of the Pentagram". På skivan är låtordningen dock den riktiga, med tio spår.

## Låtlista
1. "Intro – Sumerian Cry (Part I)" – 0:58
2. "In the Shrines of the Kingly Dead" – 4:09
3. "The Malicious Paradise" – 4:29
4. "Necrophagious Shadows" – 4:36
5. "Apotheosis of Morbidity" – 6:05
6. "Nocturnal Funeral" – 4:06
7. "Altar Flame" – 4:32
8. "Evilized" – 5:00
9. "Where the Serpents Ever Dwell / Outro - Sumerian Cry (Part II)" – 6:09
10. "The Sign of the Pentagram" – 3:54

## Medlemmar
- Johan "Hellslaughter" Edlund - gitarr, vocals
- Stefan "Emetic" Lagergren - gitarr
- Jörgen "Juck" Thullberg - bas
- Anders "Najse" Holmberg - trummor